# Дельта Южной Короны
Дельта Южной Короны (d CrA) — звезда в созвездии Южной Короны. Видимая звёздная величина +4.59 (видна невооружённым глазом).
Эта звезда — оранжевый яркий гигант с температурой поверхности 4500 K, имеет спектральный класс K.